# این بوسه (ترانه کارلی ری جپسن)
«این بوسه» (به انگلیسی: This Kiss) ترانه‌ای از خوانندهٔ کانادایی کارلی ری جپسن می‌باشد که در دومین آلبوم استودیویی وی تحت عنوان بوسه قرار دارد. «این بوسه» در ۱۰ سپتامبر سال ۲۰۱۱۲ به‌عنوان سومین تک‌آهنگ از این آلبوم منتشر گردید. این قطعهٔ دنس پاپ مید تمپو از لحاظ غنایی دربارهٔ بوسه‌ای  که جسپن نمی‌تواند در برابرش مقاومت کند و همچنین لب‌های معشوقش صحبت می‌کند.